# 飛騨地震
飛騨地震（ひだじしん）は、1855年3月18日（安政2年2月1日）、飛騨国白川郷（北緯36.25度、東経136.9度）を震源に発生した直下型地震。M6.8。

## 被害
- 震源地付近の飛騨国白川郷保木脇村、野谷村、大牧村（現・岐阜県大野郡白川村）で山抜け（山崩れ）が発生。道路寸断、家屋の全半壊の被害を受けている。保木脇村では民家2軒が倒壊し、12名の死者が発生している。
- 被害は加賀国にも及び、金沢城の石垣が一部破損している。

## その他
- 飛騨国では、飛騨地震の3年後に飛越地震が発生し、大きな被害を出している。